# Rosa diacantha
Rosa diacantha es una especie de planta del género Rosa, de la familia Rosaceae.

## Taxonomía
Rosa diacantha fue descrita por Chrshan. en 1950.

## Distribución
Se encuentra en el territorio de Ucrania.